# Сан-Жулиан-да-Фигейра-да-Фош
Сан-Жулиан-да-Фигейра-да-Фош (порт. São Julião da Figueira da Foz)  —  район (фрегезия) в Португалии,  входит в округ Коимбра. Является составной частью муниципалитета  Фигейра-да-Фош. Находится в составе крупной городской агломерации Большая Коимбра. По старому административному делению входил в провинцию Бейра-Литорал. Входит в экономико-статистический  субрегион Байшу-Мондегу, который входит в Центральный регион. Население составляет 10 848 человек на 2001 год. Занимает площадь 3,62 км².